# 笙
笙是東亞一自由簧管樂器的統稱，皆源自中國笙，屬於八音中的「匏」類，以簧、管共振發聲，吹、吸皆可發聲的樂器，也可以吹奏和聲。:12
笙由數根竹苗構成，每根竹苗上都裝有金屬簧片並垂直插於笙斗中。「八音」中，笙屬於匏類，亦即傳統笙的笙斗是葫芦所製（後來亦有以金屬材質或木材製成）。日本、朝鮮皆從中國笙分別發展出了日本笙和笙簧。
中國西南少數民族的蘆笙、葫芦笙，及中南半島的肯笙（Khene），也是類似的自由簧樂器。